# Kabinet-Sedney
Het kabinet-Sedney was een Surinaams kabinet onder leiding van premier Jules Sedney (NPS). Het kabinet trad aan na de verkiezingen van 1969. In deze periode was Johan Ferrier de gouverneur van Suriname.
Het kabinet regeerde van 20 november 1969 tot en met 24 december 1973.

## Samenstelling
| Ministerie                                                    | Minister                                                                         | Partij |
| ------------------------------------------------------------- | -------------------------------------------------------------------------------- | ------ |
| Premier                                                       | Jules Sedney (1922-2020) (tevens premier)                                        | PNP    |
| Algemene Zaken                                                | Jules Sedney Rasmus Dundas                                                       | PNP    |
| Arbeid en Vakbondswezen                                       | August Biswamitre Rasmus Dundas (vanaf 1972)                                     | PNP    |
| Bouwwerken, Verkeer en Waterstaat                             | Rudy Goossen                                                                     | PNP    |
| Economische Zaken                                             | Just Rens                                                                        | PNP    |
| Mijnbouw, Bosbouw en Domeinen (Opbouw)                        | Frank Essed                                                                      | PNP    |
| Financiën                                                     | Harry Radhakishun (tevens vicepremier)                                           | VHP    |
| Justitie en Politie                                           | Jnan Adhin                                                                       | VHP    |
| Landbouw, Veeteelt en Visserij                                | Ramsewak Shankar Krish Nannan Panday (vanaf 1972) Harry Radhakishun (ad interim) | VHP    |
| Onderwijs en Volksontwikkeling                                | Krish Nannan Panday Jnan Adhin (1971-1972) Frits Mitrasing (vanaf 1972)          | VHP    |
| Sociale Zaken                                                 | Toyabali Ahmadali                                                                | VHP    |
| Volksgezondheid                                               | Rudi Vonsée Just Rens (vanaf 1972)                                               | PSV    |
| Binnenlandse Zaken                                            | Ferdinand Karsowidjojo                                                           | SRI    |
| Ontwikkeling Binnenland (Districtsbestuur en Decentralisatie) | Cyrill Ramkisor                                                                  | AG     |